# Elidia
Elidia est un groupe d’édition français de littérature, de spiritualité et de sciences humaines fondé en 2016. Il regroupe les éditions du Rocher, les éditions Artège et les éditions Desclée de Brouwer.

## Histoire
Le groupe Elidia est né en novembre 2016, à l'initiative des fondateurs des éditions Artège créées en 2005, Bruno Nougayrède et Loïc Mérian, et à la suite des rachats de plusieurs maisons d'éditions dont les éditions Desclée de Brouwer et du Rocher en 2014, et Ad Solem en 2016.
Le groupe est distribué depuis le 1er janvier 2017 par Hachette Diffusion.